# (10925) Ventoux
(10925) Ventoux (1998 BK30) – planetoida z pasa głównego asteroid okrążająca Słońce w ciągu 4,24 lat w średniej odległości 2,62 j.a. Odkryta 28 stycznia 1998 roku.